# بوب ستار
بوب ستار (بالإنجليزية: Bob Starr)‏ هو مصارع محترف أمريكي، ولد في 1971 في ماليبو في الولايات المتحدة.

## روابط خارجية
- بوب ستار على موقع CageMatch worker (الإنجليزية)